# Diplacodes trivialis
Diplacodes trivialis es una especie de libélula oriunda de China, Japón, India  y el sur de Australia y Nueva Guinea. Cría en estanques, arrozales, lagos poco profundos, zanjas de drenaje y otros hábitats similares. Los machos son de tonalidad azul, mientras que las hembras tienen el abdomen de color amarillo y negro.

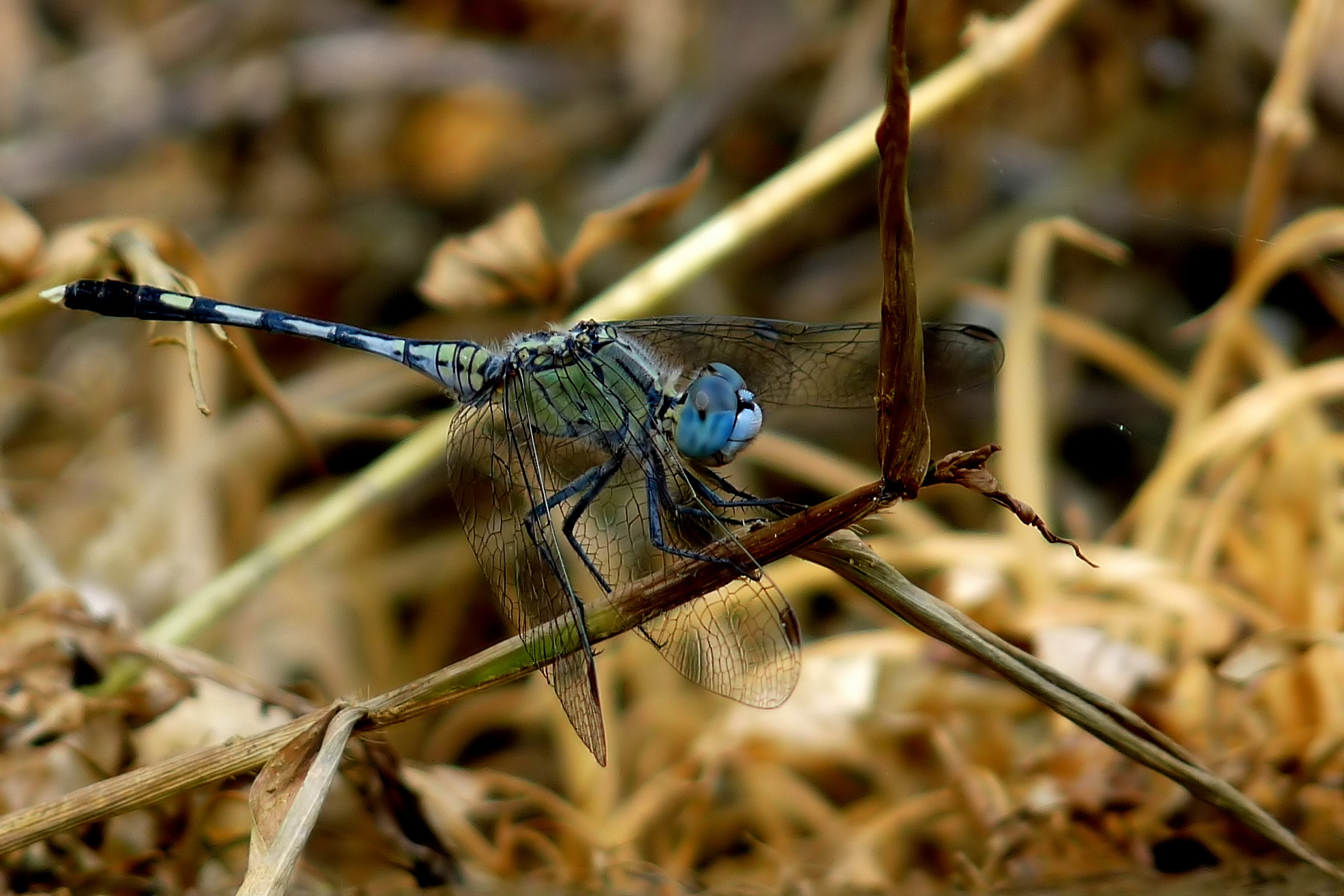
Macho joven
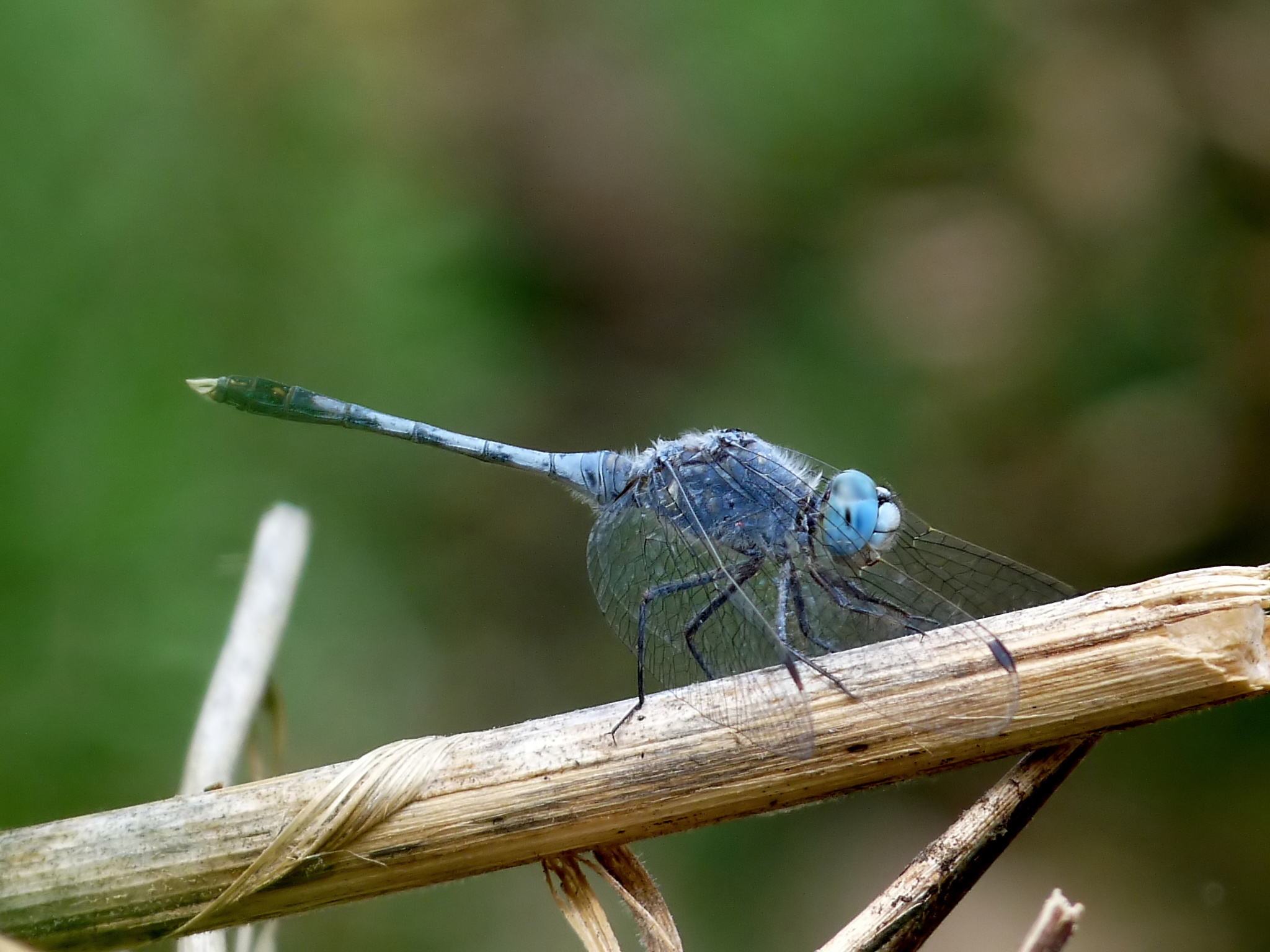
Macho adulto
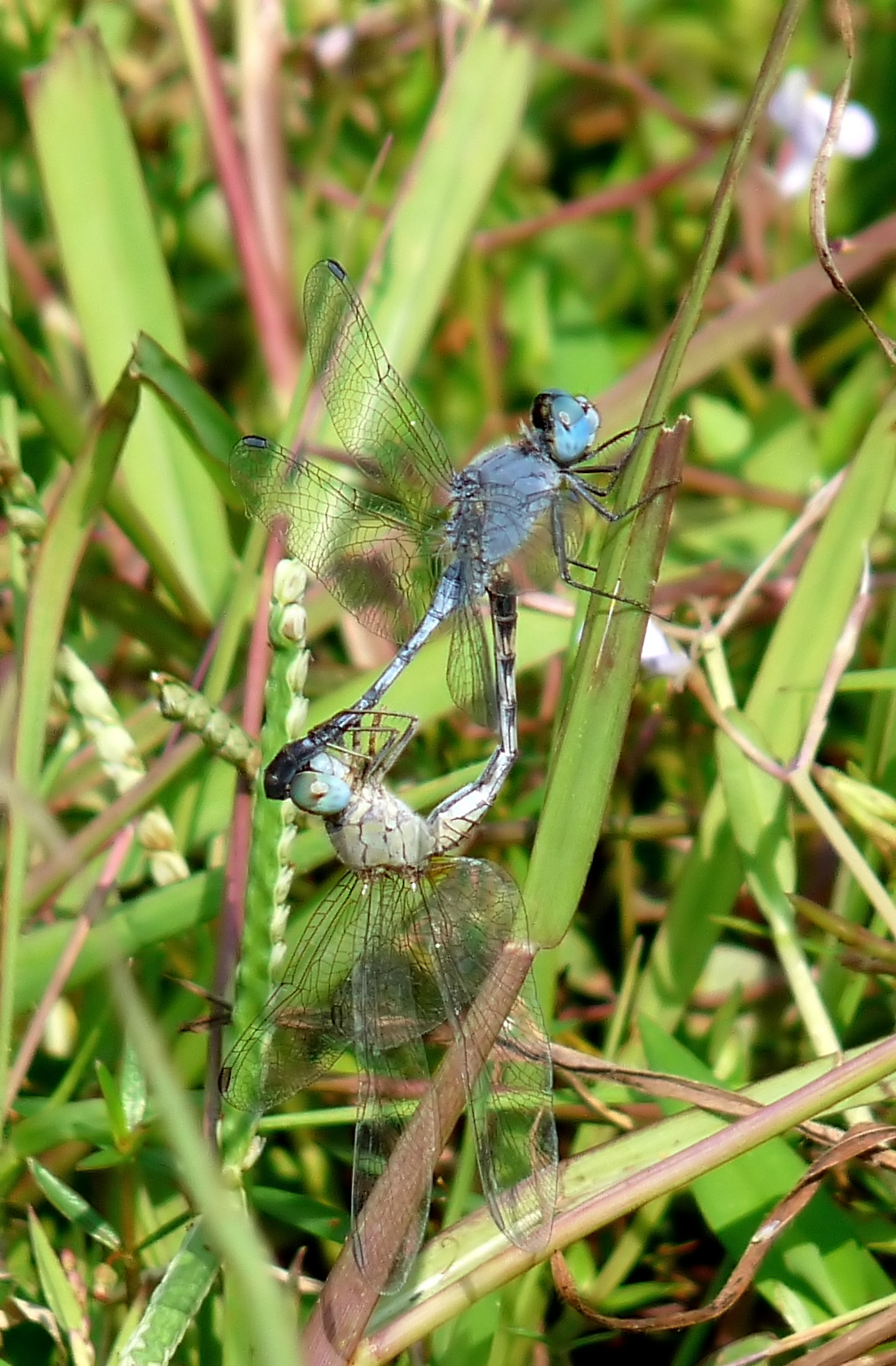
Apareamiento
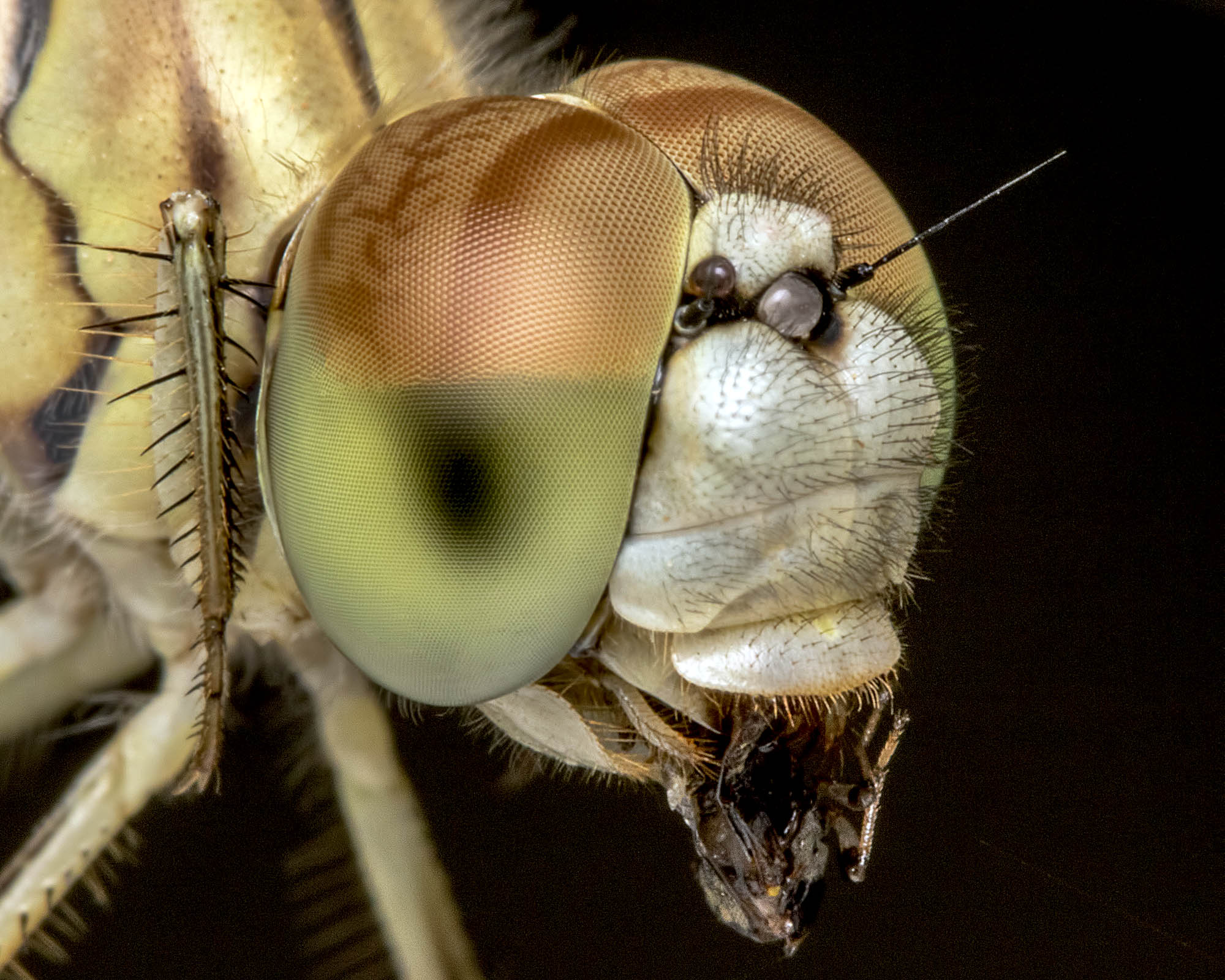
Detalle de la cabeza de una hembra